# چریل پولاک
چریل پولاک (به انگلیسی: Cheryl Pollak) (زاده ۳۱ اوت ۱۹۶۷) بازیگر آمریکایی است.
از فیلم‌های معروف او می‌توان به بازی در نیمه تاریک خورشید و ولوم را بالا ببرید اشاره کرد.